# Дискографија Џастина Тимберлејка
Амерички текстописац и певач Џастин Тимберлејк издрао је пет студијских албума, две компилације, три ЕПа и тридесет и девет синглова. Тимберлејк је музичку каријеру започео 1995. године када је био члан бенда NSYNC. После распада бенда и паузе, певач је 5. новембра 2002. године објавио први соло албум Justified. Албум је доживео велики комерцијални успех и нашао се на другом месту америчке листе Билборд 200, а био на првом месту листа у Ирској и Великој Британији. Justified награђен је тросутрким платинумским сертификатом од стране Америчког удружења дискографских кућа и платинумским сертификатом у Великој Британији. На албуму су се нашли синглови Like I Love You, Cry Me a River, Rock Your Body и Señorita. Добар комерцијални пролаз имали су синглови Rock Your Body и Cry Me a River, који су се нашли међу пет највећих хитова на америчкој листи Билборд хот 100. Rock Your Body се такође нашао на првом месту листе Аустралије.

FutureSex/LoveSounds, други студијски албум Тимберлејка објављен је у септембру 2006. године. Као и претходни, албум је доживео велики комерцијални успех на међународном нивоу и био на врху америчке табеле Билборд 200. FutureSex/LoveSounds нашао се на првом месту листе Аустралије, Канаде и Уједињеног Краљевства. Одликован је четвороструким платинумским сертификатом од стране Америчког удружења дискографских кућа и шестоструким сертификатом у Аустралији. Албум је продат у преко десет милиона примерака широм света, а на њему су се нашли синглови SexyBack, My Love и What Goes Around... Comes Around. Крајем двехиљадитих година, Тимберлејк је сарађивао са неколико уметника као што су T.I на песми Dead and Gone и Мадона, на песми 4 Minutes.

Током марта 2013. године након шестогодишње паузе, Тимберлејк је издао свој трећи студијски албум The 20/20 Experience, који се нашао на врху листа у великом броју земаља и поставио рекорд као најбрже продавани албум на Ајтјунс продавници. The 20/20 Experience био је најпродаванији албум у Сједињеним Државама 2013. године, до краја године је продат у 2.423.000 примерака. На албуму су се нашле песме Suit & Tie и Mirrors, која се нашла на другом месту листе Билборд хот 100 и на листи Уједињеног Краљевства, такође на другом месту.
Четврти студијски албум The 20/20 Experience – 2 of 2, који је представљен као наставак трећег албума певача, објављен је 30. септембра 2013. године за дигитално преузимање, на цд и винил формату. На албуму су се нашла три сингла укључујући Not a Bad Thing, који је био 8. на листи Билборд хот 100.
Године 2016. Тимберлејк је снимио сингл Can't Stop the Feeling!, који је био његов пети сингл на Хот 100 листи, а додељн му је и дијамантски сертификат у Француској и Пољској.
Пети студијски албум Man of the Woods објављен је 2. фебруара 2018. године. Нашао се на врху Билборд 200 листе са највећом продајом у тој години, са 293.000 продатих примерака током прве недеље. На албуму су се нашли синглови Filthy и Say Something. Man of the Woods продат у 1,1 милион примерака широм света.

## Албуми

### Студијски албуми
| Назив                         | Детаљи | Позиција | Позиција | Позиција | Позиција | Позиција | Позиција | Позиција | Позиција | Позиција | Позиција | Број проданих примерака                               | Сертификат |
| Назив                         | Детаљи | САД      | АУС      | КАН      | ДАН      | НЕМ      | ИР       | ХОЛ      | ХОЛ      | ШВА      | УК       | Број проданих примерака                               | Сертификат |
| ----------------------------- | --- | -------- | -------- | -------- | -------- | -------- | -------- | -------- | -------- | -------- | -------- | ----------------------------------------------------- | --- |
| Justified                     | - Датум објављивања: 5. новембар 2002. - Издавачка кућа: Jive Records - Формат: касета, ЦД, дигитално преузимање, винил                     | 2        | 9        | 7        | 4        | 11       | 1        | 4        | 5        | 22       | 1        | - Свет: 10,000,000}} - САД: 3,969,000 - УК: 2,012,000 | - RIAA: 3× Платина - ARIA: 3× Платина - BPI: 6× Платина - BVMI: Платина - IFPI ШВА: Платина - MC: 2× Платина - RMNZ: Платина                                                |
| FutureSex/LoveSounds          | - Датум објављивања: 12. септембар 2006. - Издавачка кућа: Jive, Zomba Group of Companies - Формат: ЦД, ЦД/ДВД, дигитално преузимање, винил | 1        | 1        | 1        | 3        | 3        | 1        | 4        | 4        | 2        | 1        | - Свет: 16,000,000 - САД: 5,000,000 - УК: 1,200,000   | - RIAA: 4× Платина - ARIA: 6× Платина - BPI: 4× Платина - BVMI: 2× Платина - IRMA: 6× Платина - IFPI ДАН: Златно - IFPI ШВА: 2× Платина - MC: 5× Платина - RMNZ: 3× Платина |
| The 20/20 Experience          | - Датум објављивања: 19. март 2013. - Издавачка кућа: RCA Records - Формат: ЦД, дигитално преузимање, винил                                 | 1        | 1        | 1        | 2        | 1        | 1        | 2        | 1        | 1        | 1        | - Свет: 7,100,000 - САД: 2,579,000 - УК: 315,000      | - RIAA: 2× Платина - ARIA: Платина - BPI: Платина - BVMI: Златно - IRMA: Златно - IFPI ШВА: Златно - MC: 2× Платина - RMNZ: Златно                                          |
| The 20/20 Experience – 2 of 2 | - Датум објављивања: 30. септембар 2013. - Издавачка кућа: RCA - Формат: ЦД, дигитално преузимање, винил                                    | 1        | 4        | 1        | 2        | 4        | 3        | 4        | 3        | 2        | 2        | - Свет: 3,000,000 - САД: 1,137,000 - УК: 95,000       | - RIAA: Платина - ARIA: Златно - BPI: Сребрно - MC: Платина |
| Man of the Woods              | - Датум објављивања: 2. фебруар 2018. - Издавачка кућа: RCA - Формат: ЦД, дигитално преузимање, винил                                       | 1        | 2        | 1        | 1        | 1        | 3        | 1        | 3        | 2        | 2        | - Свет: 1,100,000 - САД: 731,000 - УК: 60,000         | - RIAA: Златно - IFPI ДАН: Златно - BPI: Сребрно - MC: Златно - ZPAV: Златно                                                                                                |

### Компилацијски албуми
| Назив | Детаљи | Позиција | Позиција | Позиција | Позиција | Позиција | Број проданих примерака | Сертификат                                    |
| Назив | Детаљи | АУС      | ДАН      | ДАН      | ХОЛ      | УК       | Број проданих примерака | Сертификат                                    |
| --- | --- | -------- | -------- | -------- | -------- | -------- | ----------------------- | --------------------------------------------- |
| 12" Masters – The Essential Mixes                                                                             | - Датум објављивања: 17. септембар 2010. - Издавачка кућа: Jive Records - Формат: ЦД, дигитално преузимање       | —        | —        | —        | —        | —        |                         |                                               |
| The 20/20 Experience – The Complete Experience                                                                | - Датум објављивања: 27. септембар 2013. - Издавачка кућа: RCA Records - Формат: ЦД, дигитално преузимање, винил | 46       | 7        | 30       | 22       | 27       | - САД: 1,100,000        | - RIAA: Платина - ARIA: Златно - BPI: Сребрно |
| "—" означава издање које или није дебитовало на тој топ-листи или није дебитовало у/на тој држави/територији. | |          |          |          |          |          |                         |                                               |

### Саудтрек албуми
| Назив | Детаљи                                                                                                   | Позиција | Позиција | Позиција | Позиција | Позиција | Позиција | Број проданих примерака | Сертификат                                       |
| Назив | Детаљи                                                                                                   | САД      | АУС      | КАН      | НЗ       | ШВА      | УК       | Број проданих примерака | Сертификат                                       |
| --- | --- | -------- | -------- | -------- | -------- | -------- | -------- | ----------------------- | ------------------------------------------------ |
| 'Trolls: Original Motion Picture Soundtrack                                                                   | - Датум објављивања: 23. септембар 2016. - Издавачка кућа: RCA - Формат: ЦД, дигитално преузимање, винил | 3        | 1        | 7        | 4        | 40       | 4        | - САД: 865,000          | - RIAA: 2x Платина - ARIA: Платина - BPI: Златно |
| The Book of Love: Original Motion Picture Soundtrack                                                          | - Датум објављивања: 13. јануар 2017. - Издавачка кућа: Tennman Films II - Формат: дигитално преузимање  | —        | —        | —        | —        | —        | —        |                         |                                                  |
| "—" означава издање које или није дебитовало на тој топ-листи или није дебитовало у/на тој држави/територији. | |          |          |          |          |          |          |                         |                                                  |

## Епови
| Назив                                                     | Детаљи                                                                                              |
| --------------------------------------------------------- | --------------------------------------------------------------------------------------------------- |
| Justin & Christina (Кристина Агилера и Џастин Тимберлејк) | - Датум објављивања: 1. јул 2003. - Издавачка кућа: RCA, Bertelsmann Music Group, Jive - Format: CD |
| I'm Lovin' It                                             | - Датум објављивања: December 16, 2003 - Издавачка кућа: Jive - Format: Digital download            |
| iTunes Festival: London 2013                              | - Датум објављивања: 15. децембар 2013. - Издавачка кућа: RCA - Format: Digital download            |

## Синглови

### Као главни извођач
| Назив | Година | Позиција | Позиција | Позиција | Позиција | Позиција | Позиција | Позиција | Позиција | Позиција | Позиција | Сертификат | Албум                         |
| Назив | Година | САД      | АУС      | КАН      | ДАН      | НЕМ      | ИР       | ХОЛ      | НЗ       | ШВА      | УК       | Сертификат | Албум                         |
| --- | ------ | -------- | -------- | -------- | -------- | -------- | -------- | -------- | -------- | -------- | -------- | --- | ----------------------------- |
| "Like I Love You"                                                                                             | 2002   | 11       | 8        | 11       | 4        | 16       | 5        | 5        | 6        | 14       | 2        | - ARIA: Платина - BPI: Златно | Justified                     |
| "Cry Me a River"                                                                                              | 2002   | 3        | 2        | 2        | 11       | 13       | 6        | 6        | 11       | 20       | 2        | - ARIA: 2× Платина - BPI: Платина - BVMI: Златно - IFPI ДАН: Златно                                                                                          | Justified                     |
| "Rock Your Body"                                                                                              | 2003   | 5        | 1        | 5        | 3        | 25       | 4        | 6        | 4        | 34       | 2        | - RIAA: Златно - ARIA: 2× Платина - BPI: Златно - IFPI ДАН: Златно - RMNZ: Златно                                                                            | Justified                     |
| "Señorita" | 2003   | 27       | 6        | 19       | 13       | 51       | 15       | 26       | 4        | 42       | 13       | - ARIA: Платина - BPI: Сребрно | Justified                     |
| "Still on My Brain"                                                                                           | 2003   | —        | —        | —        | —        | —        | —        | —        | —        | —        | —        | | Justified                     |
| "I'm Lovin' It"                                                                                               | 2003   | —        | —        | —        | —        | 50       | 15       | 27       | —        | 47       | 79       | | Live from London              |
| "SexyBack" | 2006   | 1        | 1        | 1        | 2        | 1        | 1        | 7        | 1        | 2        | 1        | - RIAA: 3× Платина - ARIA: 5× Платина - BPI: Платина - BVMI: Платина - MC: 3× Платина - RMNZ: Платина                                                        | FutureSex/LoveSounds          |
| "My Love" (T.I. и Џастин Тимберлејк)                                                                          | 2006   | 1        | 3        | 1        | 3        | 4        | 4        | 19       | 1        | 2        | 2        | - RIAA: Платина - ARIA: 2× Платина - BPI: Златно - BVMI: Златно - RMNZ: Платина                                                                              | FutureSex/LoveSounds          |
| "What Goes Around... Comes Around"                                                                            | 2006   | 1        | 3        | 3        | 3        | 5        | 6        | 13       | 3        | 5        | 4        | - RIAA: Платина - ARIA: 2× Платина - BPI: Златно - IFPI ДАН: Златно - MC: Платина - RMNZ: Златно                                                             | FutureSex/LoveSounds          |
| "LoveStoned"                                                                                                  | 2007   | 17       | 11       | 5        | 12       | 15       | 12       | 8        | 17       | 19       | 11       | - RIAA: Златно - ARIA: Платина - IFPI ДАН: Златно | FutureSex/LoveSounds          |
| "The Only Promise That Remains" Риба Макентајер                                                               | 2007   | —        | —        | —        | —        | —        | —        | —        | —        | —        | —        | | Reba: Duets                   |
| "Until the End of Time" (Бијонсе и Џастин Тимберлејк)                                                         | 2007   | 17       | —        | —        | 30       | 39       | —        | —        | 31       | —        | —        | - RIAA: Златно | FutureSex/LoveSounds          |
| "Summer Love"                                                                                                 | 2007   | 6        | —        | 8        | —        | 39       | —        | —        | 15       | —        | —        | - RIAA: Платина - MC: Златно | FutureSex/LoveSounds          |
| "Follow My Lead" (Esmée Denters и Џастин Тимберлејк)                                                          | 2008   | —        | —        | —        | —        | —        | —        | —        | —        | —        | —        | | сингл без албума              |
| "Hallelujah" (Matt Morris, Charlie Sexton и Џастин Тимберлејк)                                                | 2010   | 13       | —        | 5        | 37       | —        | 46       | —        | 8        | —        | 91       | | Hope for Haiti Now            |
| "Suit & Tie" (Џеј-Зи и Џастин Тимберлејк)                                                                     | 2013   | 3        | 9        | 3        | 1        | 25       | 16       | 10       | 14       | 31       | 3        | - RIAA: 2× Платина - ARIA: Платина - BPI: Златно - IFPI ДАН: Платина - MC: 2× Платина                                                                        | The 20/20 Experience          |
| "Mirrors" | 2013   | 2        | 10       | 4        | 4        | 2        | 5        | 10       | 7        | 5        | 1        | - RIAA: 3× Платина - ARIA: 3× Платина - BPI: Платина - BVMI: Платина - IFPI ДАН: 2× Платина - IFPI ШВА: Платина - MC: 3× Платина - RMNZ: Платина             | The 20/20 Experience          |
| "Tunnel Vision"                                                                                               | 2013   | —        | 63       | —        | —        | —        | 75       | —        | —        | —        | 61       | | The 20/20 Experience          |
| "Take Back the Night"                                                                                         | 2013   | 29       | 57       | 23       | 37       | 52       | 49       | 38       | —        | 48       | 22       | - MC: Златно | The 20/20 Experience – 2 of 2 |
| "TKO" | 2013   | 36       | —        | 28       | —        | 71       | 51       | —        | —        | 68       | 58       | - MC: Златно | The 20/20 Experience – 2 of 2 |
| "Not a Bad Thing"                                                                                             | 2014   | 8        | 10       | 9        | 16       | 62       | 38       | 46       | 5        | 29       | 21       | - RIAA: Платина - ARIA: Платина - BPI: Сребрно - IFPI ДАН: Златно - RMNZ: Златно                                                                             | The 20/20 Experience – 2 of 2 |
| "Love Never Felt So Good" (Мајкл Џексон и Џастин Тимберлејк)                                                  | 2014   | 9        | 28       | 20       | 1        | 18       | 17       | 2        | 12       | 15       | 8        | - RIAA: Платина - BPI: Златно - IFPI ДАН: Златно | Xscape                        |
| "Drink You Away"                                                                                              | 2015   | —        | —        | 85       | —        | —        | —        | —        | —        | —        | —        | | The 20/20 Experience – 2 of 2 |
| "Can't Stop the Feeling!"                                                                                     | 2016   | 1        | 3        | 1        | 2        | 1        | 3        | 2        | 2        | 1        | 2        | - RIAA: 4× Платина - ARIA: 10× Платина - BPI: 3× Платина - BVMI: 3× Златно - IFPI ДАН: 3× Платина - IFPI ШВА: 2× Платина - MC: 6× Платина - RMNZ: 2× Платина | Trolls                        |
| "Filthy" | 2018   | 9        | 27       | 5        | 24       | 42       | 22       | 53       | —        | 34       | 15       | - ARIA: Златно - MC: Платина | Man of the Woods              |
| "Supplies" | 2018   | 71       | —        | 49       | —        | 83       | —        | —        | —        | 84       | 84       | | Man of the Woods              |
| "Say Something" (Крис Стејплтон и Џастин Тимберлејк]])                                                        | 2018   | 9        | 18       | 6        | 11       | 9        | 16       | 24       | 20       | 6        | 9        | - ARIA: 2× Платина - BPI: Златно - BVMI: Златно - IFPI ДАН: Златно - MC: 2× Платина - RMNZ: Златно                                                           | Man of the Woods              |
| "SoulMate" | 2018   | —        | —        | 83       | —        | —        | —        | —        | —        | —        | —        | | Треба да буде објављено       |
| "—" означава издање које или није дебитовало на тој топ-листи или није дебитовало у/на тој држави/територији. |        |          |          |          |          |          |          |          |          |          |          | |                               |

### Као гостујући музичар
| Назив | Година | Позиција | Позиција | Позиција | Позиција | Позиција | Позиција | Позиција | Позиција | Позиција | Позиција | Сертификат                                                                                              | Албум                                   |
| Назив | Година | САД      | АУС      | КАН      | ДАН      | НЕМ      | ИР       | ХОЛ      | НЗ       | ШВА      | УК       | Сертификат                                                                                              | Албум                                   |
| --- | ------ | -------- | -------- | -------- | -------- | -------- | -------- | -------- | -------- | -------- | -------- | --- | --------------------------------------- |
| "Work It" (Нели и Џастин Тимберлејк)                                                                          | 2003   | 68       | 14       | 13       | —        | 16       | 11       | 16       | 17       | 59       | 7        | - ARIA: Златно - RMNZ: Златно                                                                           | Nellyville                              |
| "Signs" (Снуп Дог, Charlie Wilson и Џастин Тимберлејк)                                                        | 2005   | 46       | 1        | —        | 3        | 3        | 2        | 6        | 4        | 5        | 2        | - RIAA: Златно - ARIA: Златно - BPI: Сребрно - RMNZ: Златно                                             | R&G (Rhythm & Gangsta): The Masterpiece |
| "Dick in a Box" (The Lonely Island и Џастин Тимберлејк)                                                       | 2006   | —        | 61       | 82       | —        | —        | —        | —        | —        | —        | —        | | Incredibad                              |
| "Give It to Me" (Timbaland, Нели Фуртадо и Џастин Тимберлејк)                                                 | 2007   | 1        | 16       | 1        | 3        | —        | 2        | 8        | 2        | 6        | 1        | - BVMI: Златно - BPI: Сребрно - IFPI ШВА: Платина - MC: Платина - RMNZ: Златно                          | Shock Value                             |
| "Ayo Technology" (Фифти Сент и Џастин Тимберлејк)                                                             | 2007   | 5        | 10       | 12       | 3        | 7        | 3        | 19       | 1        | 2        | 2        | - ARIA: Златно - BPI: Златно - BVMI: Златно - RMNZ: Златно                                              | Curtis                                  |
| "4 Minutes" (Мадона, Timbaland и и Џастин Тимберлејк)                                                         | 2008   | 3        | 1        | 1        | 1        | 1        | 1        | 1        | 3        | 1        | 1        | - RIAA: 2× Платина - ARIA: Платина - BPI: Платина - BVMI: Платина - IFPI ДАН: 2× Платина - RMNZ: Златно | Hard Candy                              |
| "Dead and Gone" (T.I. и Џастин Тимберлејк)                                                                    | 2009   | 2        | 4        | 3        | 7        | 11       | 3        | 20       | 2        | 18       | 4        | - RIAA: 2× Платина - ARIA: Платина - BPI: Златно - RMNZ: Платина                                        | Paper Trail                             |
| "Love Sex Magic" (Ciara и Џастин Тимберлејк)                                                                  | 2009   | 10       | 5        | 6        | 7        | 12       | 4        | 41       | 6        | 11       | 5        | - ARIA: Платина - BPI: Златно - RMNZ: Златно                                                            | Fantasy Ride                            |
| "Carry Out" (Timbaland и Џастин Тимберлејк)                                                                   | 2009   | 11       | 58       | 7        | —        | —        | 3        | 37       | 15       | 80       | 6        | - BPI: Сребрно - MC: Платина - RMNZ: Златно                                                             | Shock Value II                          |
| "Winner" (Jamie Foxx, T.I. и Џастин Тимберлејк)                                                               | 2010   | 28       | —        | 23       | —        | —        | —        | —        | 37       | —        | —        | | Best Night of My Life                   |
| "Love Dealer" (Esmée Denters и Џастин Тимберлејк)                                                             | 2010   | —        | —        | —        | —        | —        | —        | 32       | —        | —        | 68       | | Outta Here                              |
| "Motherlover" (The Lonely Island и Џастин Тимберлејк)                                                         | 2011   | —        | —        | —        | —        | —        | —        | —        | —        | —        | —        | - IFPI ДАН: Златно                                                                                      | Turtleneck & Chain                      |
| "3-Way (The Golden Rule)" (The Lonely Island, Лејди Гага и Џастин Тимберлејк)                                 | 2011   | —        | —        | —        | —        | —        | —        | —        | —        | —        | —        | | The Wack Album                          |
| "Role Model" (FreeSol и Џастин Тимберлејк)                                                                    | 2011   | —        | —        | —        | —        | —        | —        | —        | —        | —        | —        | | No Rules                                |
| "Fascinated" (FreeSol, Timbaland и Џастин Тимберлејк)                                                         | 2011   | —        | —        | —        | —        | —        | —        | —        | —        | —        | —        | | No Rules                                |
| "Holy Grail" (Џеј-Зи и Џастин Тимберлејк)                                                                     | 2013   | 4        | 42       | 13       | 14       | 24       | 53       | 83       | 18       | 24       | 7        | - RIAA: 4× Платина - BPI: Сребрно - BVMI: Златно - IFPI ДАН: Платина - RMNZ: Златно                     | Magna Carta Holy Grail                  |
| "#WHERESTHELOVE" (The Black Eyed Peas, The World и Џастин Тимберлејк)                                         | 2016   | —        | 15       | —        | —        | 39       | —        | —        | —        | 41       | 47       | | сингл без албума                        |
| "—" означава издање које или није дебитовало на тој топ-листи или није дебитовало у/на тој држави/територији. |        |          |          |          |          |          |          |          |          |          |          | |                                         |

## Остале песме
| Назив | Година | Позиција | Позиција | Позиција | Позиција | Позиција | Позиција | Позиција | Албум                                      |
| Назив | Година | САД      | КАН      | НЕМ      | ХОЛ      | НЗ Heat. | ШВА      | УК       | Албум                                      |
| --- | ------ | -------- | -------- | -------- | -------- | -------- | -------- | -------- | ------------------------------------------ |
| "FutureSex/LoveSound"                                                                                         | 2006   | —        | —        | —        | —        | —        | —        | —        | FutureSex/LoveSounds                       |
| "Release" (Timbaland и Џастин Тимберлејк)                                                                     | 2007   | 91       | —        | —        | —        | —        | —        | 105      | Shock Value                                |
| "Bounce" (Timbaland, Др. Дре, Миси Елиот и Џастин Тимберлејк)                                                 | 2007   | 93       | —        | —        | —        | —        | —        | 176      | Shock Value                                |
| "Pusher Love Girl"                                                                                            | 2013   | 64       | —        | —        | —        | —        | —        | 122      | The 20/20 Experience                       |
| "Don't Hold the Wall"                                                                                         | 2013   | —        | —        | —        | —        | —        | —        | —        | The 20/20 Experience                       |
| "Strawberry Bubblegum"                                                                                        | 2013   | —        | —        | —        | —        | —        | —        | 193      | The 20/20 Experience                       |
| "Spaceship Coupe"                                                                                             | 2013   | —        | —        | —        | —        | —        | —        | —        | The 20/20 Experience                       |
| "That Girl"                                                                                                   | 2013   | —        | —        | —        | —        | —        | —        | —        | The 20/20 Experience                       |
| "Let the Groove Get In"                                                                                       | 2013   | —        | —        | —        | —        | —        | —        | —        | The 20/20 Experience                       |
| "Blue Ocean Floor"                                                                                            | 2013   | —        | —        | —        | —        | —        | —        | —        | The 20/20 Experience                       |
| "Dress On" | 2013   | —        | —        | —        | —        | —        | —        | 197      | The 20/20 Experience                       |
| "Body Count"                                                                                                  | 2013   | —        | —        | —        | —        | —        | —        | 147      | The 20/20 Experience                       |
| "Cabaret" (Дрејк и Џастин Тимберлејк)                                                                         | 2013   | —        | —        | —        | —        | —        | —        | —        | The 20/20 Experience – 2 of 2              |
| "Murder" (Џеј-Зи и Џастин Тимберлејк)                                                                         | 2013   | —        | —        | —        | —        | —        | —        | —        | The 20/20 Experience – 2 of 2              |
| "Brand New" (Фарел Вилијамс и Џастин Тимберлејк)                                                              | 2014   | —        | —        | —        | —        | —        | —        | 104      | G I R L                                    |
| "True Colors" (Anna Kendrick и Џастин Тимберлејк)                                                             | 2016   | —        | —        | —        | —        | —        | —        | —        | Trolls: Original Motion Picture Soundtrack |
| "Man of the Woods"                                                                                            | 2018   | 73       | 63       | 80       | 100      | 2        | 48       | 91       | Man of the Woods                           |
| "Morning Light" (Алиша Киз и Џастин Тимберлејк)                                                               | 2018   | 114      | —        | —        | —        | 5        | —        | —        | Man of the Woods                           |
| "—" означава издање које или није дебитовало на тој топ-листи или није дебитовало у/на тој држави/територији. |        |          |          |          |          |          |          |          |                                            |

## Остали пројекти
| Назив                                                                         | Година | Албум                  |
| ----------------------------------------------------------------------------- | ------ | ---------------------- |
| "Loose Ends" (Sérgio Mendes, Pharoahe Monch, will.i.am и Џастин Тимберлејк)   | 2006   | Timeless               |
| "Can't Believe It" (ремикс) (T-Pain и Џастин Тимберлејк)                      | 2008   | сингл без албума       |
| "I Heard Something" (Лил Вејн и Џастин Тимберлејк)                            | 2009   | сингл без албума       |
| "Shades" (Dirty Money, Лил Вејн, Bilal, James Fauntleroy и Џастин Тимберлејк) | 2010   | Last Train to Paris    |
| "Across the Sky" (Мадона, Timbaland и Џастин Тимберлејк)                      | 2010   | Неиздат                |
| "Sign Your Name" (Sheryl Crow и Џастин Тимберлејк)                            | 2010   | 100 Miles from Memphis |
| "Ain't No Doubt About It" (Гејм, Фалер Вилијамс и Џастин Тимберлејк)          | 2010   | сингл без албума       |
| "The Woods" (Juicy J, Timbaland и Џастин Тимберлејк)                          | 2013   | Stay Trippy            |
| "Brand New" (Фарел Вилијамс и Џастин Тимберлејк)                              | 2014   | G I R L                |